# سیارک ۱۸۶۵۶
سیارک ۱۸۶۵۶ (به انگلیسی: 18656 Mergler، نامگذاری:1998FW29) هجده هزار و ششصد و پنجاه و ششمین سیارک کشف شده‌است که در ۲۰ مارس ۱۹۹۸ کشف شد.
قدر مطلق سیارک برابر ۱۷.۸ است.